# Hans Baare
Hans Baare (* 4. Juli 1887 in Bochum; † 20. November 1932 in Bratislava, Tschechoslowakei) war ein deutscher Manager der Stahlindustrie.

## Leben
Hans Baare wurde als Sohn des Generaldirektors und Kommerzienrates Wilhelm Baare und dessen Ehefrau Therese, geb. Müser, geboren. Nach dem Abitur am Gymnasium in Bochum studierte er an der Universität Freiburg Rechtswissenschaften und wurde dort 1908 Mitglied des Corps Hasso-Borussia. Nach dem Referendariat in Bochum trat Baare in den Bochumer Verein ein, dessen Direktor er wurde. Er war stellvertretendes Vorstandsmitglied der Vereinigten Stahlwerke AG (bis 1931) und zweiter stellvertretender Vorsitzender der Sektion VII der Hütten- und Walzwerksberufsgenossenschaft. Ab 1931 war er stellvertretendes Vorstandsmitglied des Bochumer Vereins. Im Jahr darauf starb er mit 44 Jahren in Pressburg. Er war verheiratet und hatte eine Tochter.